# 緑ヶ丘自動車学校

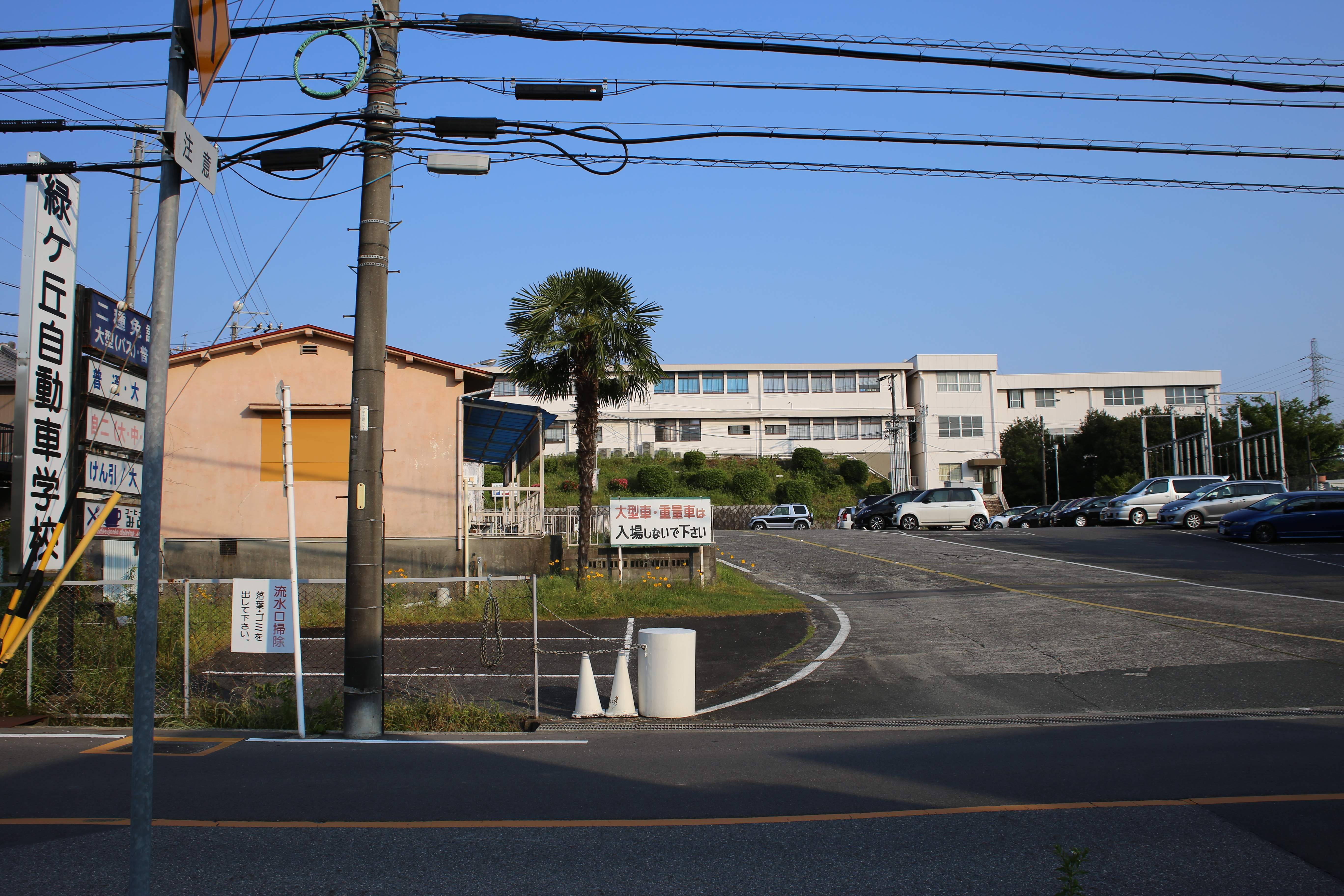
緑ヶ丘自動車学校（2016年（平成28年）5月）

緑ヶ丘自動車学校（みどりがおかじどうしゃがっこう、MIDORIGAOKA DRIVING SCHOOL）は、有限会社東海自動車学校が運営する愛知県名古屋市緑区大高町にある愛知県公安委員会指定の自動車学校である。

## 取得免許
- 普通自動車免許（MT車・AT車）
- 準中型自動車免許
- 中型自動車免許
- 大型自動車免許
- 小型自動二輪車免許（MT車・AT車）
- 普通自動二輪車免許（MT車・AT車）
- 大型自動二輪車免許（MT車・AT車）
- 大型特殊免許
- 牽引免許
- 普通自動車第二種免許（MT車・AT車）
- 中型自動車第二種免許
- 大型自動車第二種免許

## 取扱講習
- 高齢者講習
- 取得時講習
- 初心運転者講習
- 個人・企業向け安全講習
- ライディングスクール

## スクールバス
平日運行（月～土）
- 大府線
- 北崎線
- 柊山線
- 大高線
- 豊明線

日曜日運行
- なし

## 所在地
- 愛知県名古屋市緑区大高町殿山31-12

## 交通アクセス
- JR東海道本線「南大高駅」から徒歩で約10分。

## 姉妹校
- 東海自動車学校